# 新傍花駅
新傍花駅（シンバンファえき）は、大韓民国ソウル特別市江西区傍花洞に位置するソウル地下鉄9号線の駅。駅番号は(904)。

## 駅構造
相対式ホーム2面2線を有する地下駅で、フルスクリーンタイプのホームドアが設置されている。改札口につながる階段とエレベータはホーム中程にある。
改札は上下ホーム別々に設置されており、改札内でのホーム間の移動はできない。改札階空港市場寄りに円形の形をしたコンコースがある。
化粧室は改札外に1ヶ所、出口は8番まである。

### のりば
| 上り | 9号線 | 空港市場・金浦空港・開花方面             |
| 下り | 9号線 | 堂山・汝矣島・高速ターミナル・新論峴方面 |

## 駅周辺
ソウル地下鉄5号線傍花駅は北へ1km以上離れている。駅の東側は開発されず、田畑がまだ残っている。
- 麻谷開発地区
- ソウル松花初等学校
- ソウル航空ビジネス高等学校
- 麻谷中学校

### バス路線
| 幹線バス | 651  |      |      |
| 支線バス | 6631 | 6646 | 6712 |

## 歴史
- 2009年7月24日 - 開業。

## 利用状況
近年の一日平均利用人員推移は下記のとおり。なお、2009年は開業日の7月24日から12月31日までの161日間の平均である。
| 路線  | 路線     | 2009年 | 2010年 | 2011年 | 2012年 | 2013年 | 2014年 | 2015年 | 出典  |
| ----- | -------- | ------ | ------ | ------ | ------ | ------ | ------ | ------ | ----- |
| 9号線 | 乗車人員 | 3,214  | 3,998  | 4,466  | 4,919  | 5,447  | 6,286  | 7,561  | [ 1 ] |
| 9号線 | 降車人員 | 3,021  | 3,737  | 4,188  | 4,730  | 5,312  | 6,109  | 7,281  | [ 1 ] |
| 9号線 | 乗降人員 | 6,235  | 7,735  | 8,654  | 9,649  | 10,759 | 12,395 | 14,842 | [ 1 ] |

## 隣の駅
ソウル市メトロ9号線
 9号線
急行
通過
一般（各駅停車）
空港市場駅 (903) - 新傍花駅 (904) - 麻谷ナル駅 (905)